# Kreeftenfeestje

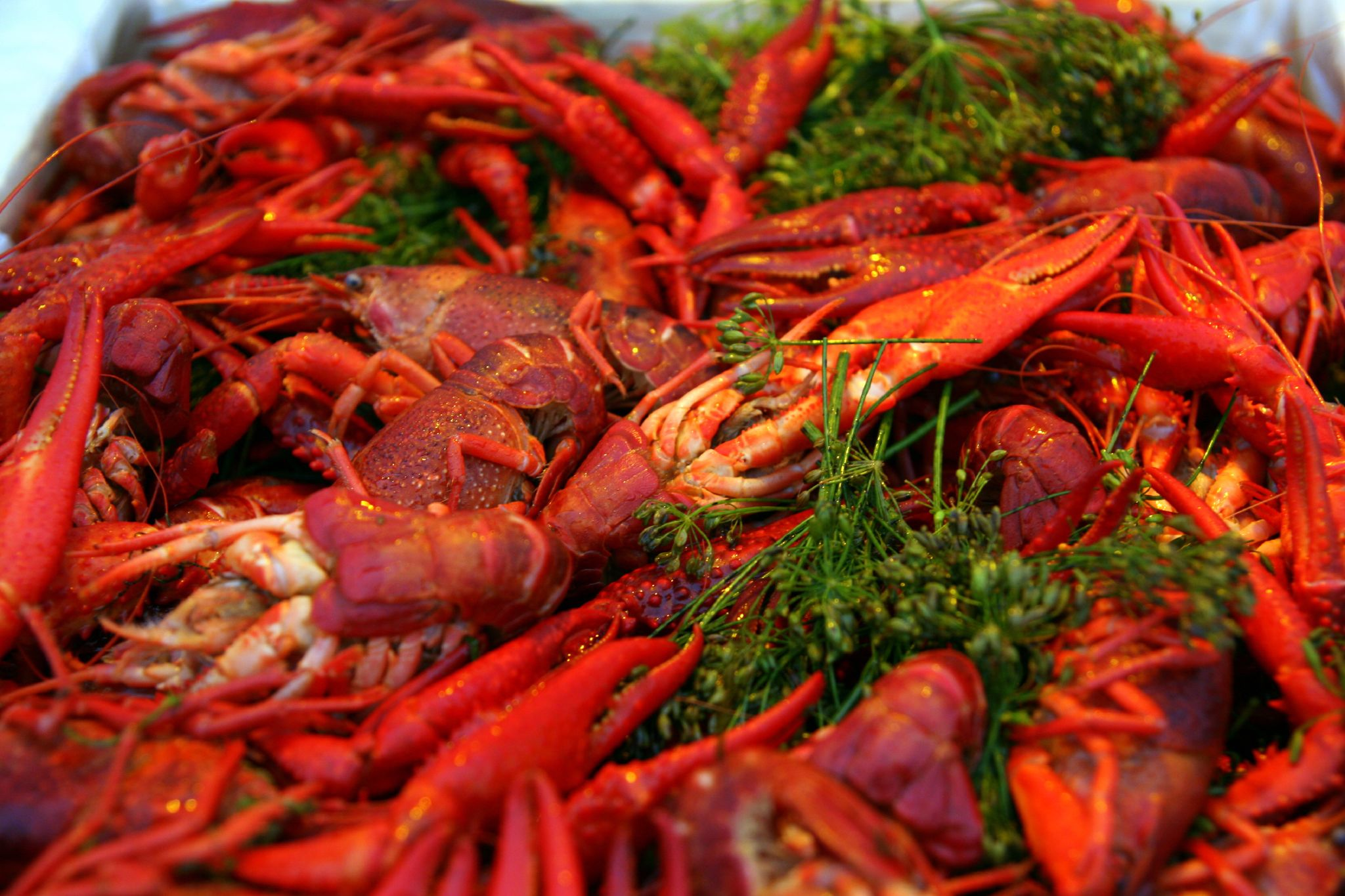
Rivierkreeft die traditioneel met dille wordt gekookt

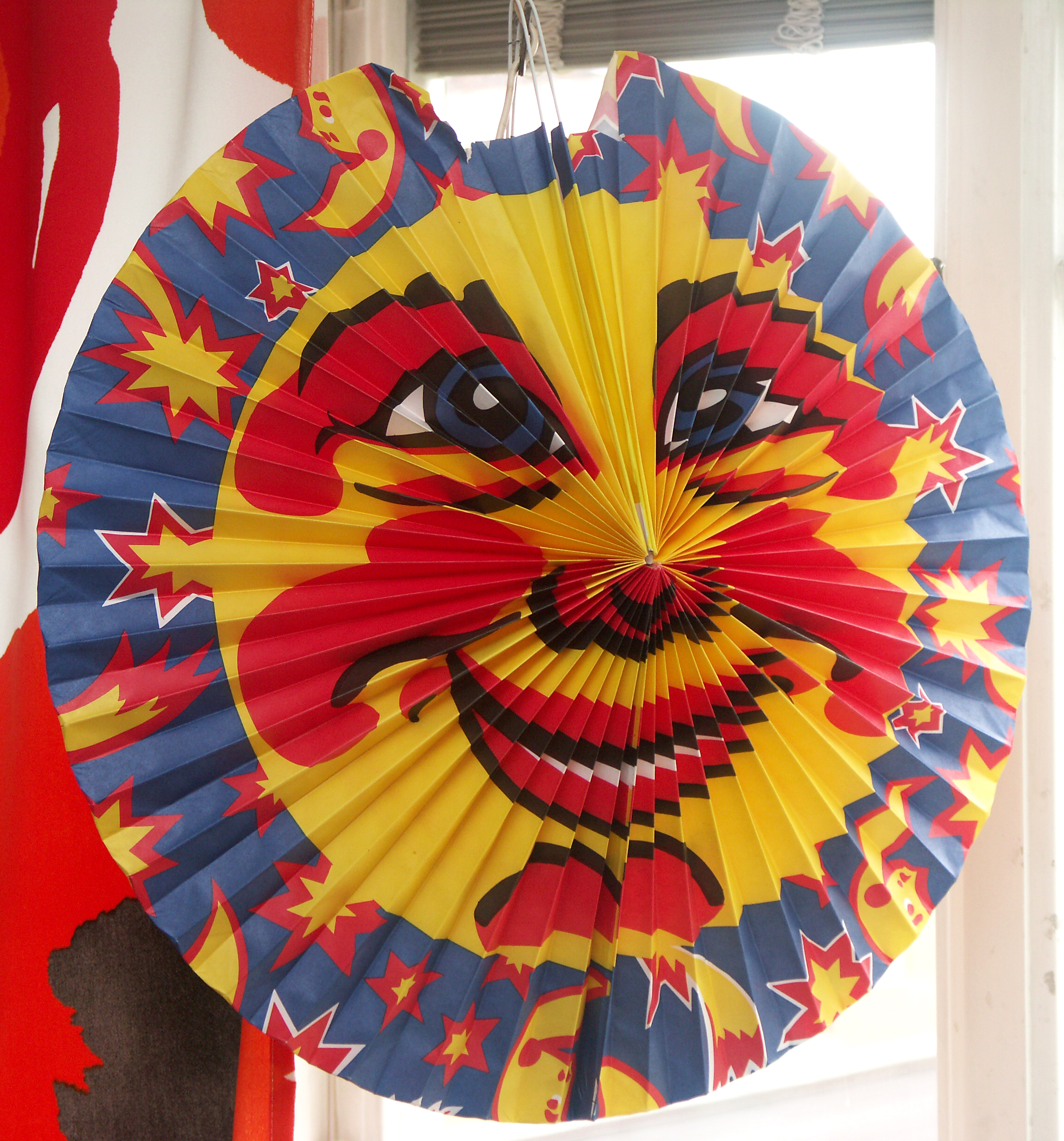
Het Mannetje in de maan, typische tuinversiering bij een Zweeds kreeftenfeestje

Een kreeftenfeestje (Zweeds: kräftskiva; Fins: rapujuhlat ) is een traditioneel Zweeds en Fins tuinfeest in de late zomer. Het feest valt samen met de vangstperiode van rivierkreeften. 
Het hoofdgerecht bestaat uit rivierkreeften, gekookt in zout water waaraan een grote hoeveelheid dilleschermen is toegevoegd. Na te zijn gekookt worden de afgekoelde kreeften gegarneerd met verse dille en meestal opgediend in de vorm van een buffet waaraan de verschillende deelnemers bijdragen met gerechten zoals brood, kaas, garnalen, salades en groentetaarten. Er wordt hoofdzakelijk bier, snaps of sockerdricka (Zweedse limonade) bij gedronken. 
Tot 1994 was in Zweden per wet bepaald wanneer rivierkreeften mochten worden gevangen en was de eerste dag van het nieuwe kreeftenseizoen (kräftfiskepremier) vastgesteld op de dag volgend op de eerste of (als die dag vroeg in augustus viel) de tweede woensdag van augustus. Het seizoen begon dan ook rond 7 augustus en duurde tot 1 november. Sinds 1994 mag men (wettelijk gezien) het gehele jaar rivierkreeften kopen. Eventuele vangstbeperkingen zijn vanaf die datum voortaan lokaal bepaald. Bijna alle rivierkreeften worden nu diepgevroren geïmporteerd uit Spanje, Turkije en (in 2011) met name China. Desondanks blijven veel mensen vasthouden aan de traditie van begin augustus. Tijdens het feestje worden veelkleurige papieren hoedjes gedragen en is de tuin versierd met kleurige lampions met een afbeelding van een lachend maanmannetje. Er wordt veelvuldig geproost op de kreeftjes nadat ze zijn toegezongen in de vorm van korte liedjes. Alvorens ze te pellen dient eerst het kooksap uit het kreeftje te worden gezogen.

## ook  interessant
- Zweedse gerechten